# ジキル (テレビドラマ)
『ジキル』（Jekyll）は、Hartswood FilmsとStagescreen Productionsが制作し、BBC Oneで2007年6月から7月まで放送されたテレビドラマシリーズ（ミニシリーズ）。スティーヴン・モファットの脚本により、ロバート・ルイス・スティーヴンソンの小説『ジキル博士とハイド氏』の続編として制作された。

## 放送
『ジキル』は、イギリスのBBC Oneで土曜日夜9時に放送されていた。ただし、7月7日はLive Earthチャリティライブがその時間帯に放送されたため、第4話の放送が第3話の放送2週間後になってしまった。
BBCアメリカでは、8月4日からスーパーナチュラル・サタデーの一環として放送された。
オーストラリアでは、2008年3月2日からABC1で毎週2話ずつという形で放送された。
カナダでは、2007年8月末からショウケースで放送された後、2008年3月26日から、毎週水曜日夜10時よりBBCカナダで放送された。また、2009年2月11日からは香港の明珠台でも11時55分より放送され、同年夏からはオランダの会員制ケーブルチャンネル13th Streetでも放送された。
イギリスで放送される際、土曜日夜9時という時間枠の関係もあって、不適切な言葉を一部差し替えるという事態が起きた。たとえば、ハイドの"Who the fuck is Mr Hyde?"というせりふは "Who the hell is Mr Hyde?"に差し替えられた。
なお日本では、WOWOWで字幕版が放送され、DVDも字幕版のみ収録された。いずれも吹き替え版は存在しない。

## 制作

### 企画
Stagescreen Productionsのジェフリー・テイラーは、 1990年代半ばから現代版『ジーキル博士とハイド氏』をつくりたいと考えていた。彼はそれをアメリカで3度試みたが、様々な理由で失敗した。
プロデューサーのエレイン・キャメロンがテイラーに超自然的なスリラー作品を作らないかと持ちかけた際、彼はそれを受け入れ、アメリカ合衆国西海岸からイングランドに戻り、Hartswood Films に参加した 。
それからキャメロンはプロデューサのスティーヴン・モファットにスクリプトを打診する形で接触し、2005年11月にはBBCのジェーン・トランター(en:Jane Tranter)とジョン・ヨーク（John Yorke）の2人によって、全6話のミニシリーズとして制作されることが決定した。翌年2006年3月にはBBCアメリカが共同制作の契約を結んだ 。
プロデューサーたちは定期的にモファットが開催したブレインストーミングに参加した。キャメロンの助手がやり取りをメモし、それを皆で読み再び話し合うというやり方だった 。プロデューサーたちはモファットに、後で内容を整理するから何でも書いてほしいと頼み込んだ。しかし、書きとめたメモを読んで整理するという作業ははかどるものではなかった。
第1話の時点で主人公であるジャックマンは”自分の中にあるもう一人の自分”の存在について認識している。このようにキャラクターが発展した状態から話が始まったため、ジャックマンを演じたジェームズ・ネズビットは、第2シーズンから話が始まっているように感じたと振り返っている。
モファットは、 この番組を単なる『ジーキル博士とハイド氏』のドラマ化としてではなく、続編としてえがいている。ゆえに番組の世界においてジーキル博士は実在の人物として描かれており、主人公であるジャックマンは「現代において同じ悩みを抱える子孫」として描かれている。
『ジーキル博士とハイド氏』（Jekyll and Hyde）というフレーズはありふれたものであり、モファットは番組のタイトルをつけるのに苦労したが、ジーキル博士（Jekyll）といったら、ハイド氏（ Hyde）が連想されやすいため、番組名は『ジキル』(Jekyll)にきまった。なお、最終話の番組の原題は "Jekyll" with "Hyde"となった。
プロデューサーのエレイン・キャメロンは一語の番組名はシリーズをより現代的なものに見せていると話している 。
モファットは当初主人公の名前をジーキル（Jekyll）のままにしようかと考えていたが、番組中でなぜ『ジーキル博士とハイド氏』の書籍が存在しないかということを説明するのが難しいとわかったため 、本の存在を説明する代わりに主人公の名前をジャックマンに変更した。また、キャメロンは、ジャックマンがハイドと化した時、彼は何が起こっているかを理解できないために彼がとぼけた存在に見えてしまったと感じていた。
最終話においてトムとキャサリンの仲は少しずつ深まっていき、モファットは第2シーズンでその絆を発展させるつもりだったが 、2011年現在第2シーズンの話は上がっていない。
2007年8月に行われたThe Star-Ledgerのアラン・セピンウォールとのインタビューにおいて、モファットは、この番組の続編のアイデアが出来上がっており、BBCが興味を示してくれるだろうと話した。
なお、『ジキル』放送終了後、 スティーヴン・モファットは『SHERLOCK』というテレビドラマの共同脚本の担当者の一人に入っている。『ジキル』同様、このミニシリーズも、歴史上の架空の人物が21世紀の現代に生きるという内容である。（なお、『SHERLOCK』において、シャーロック・ホームズはコンサルタント業を兼任しているという設定になっている）

### キャスティング

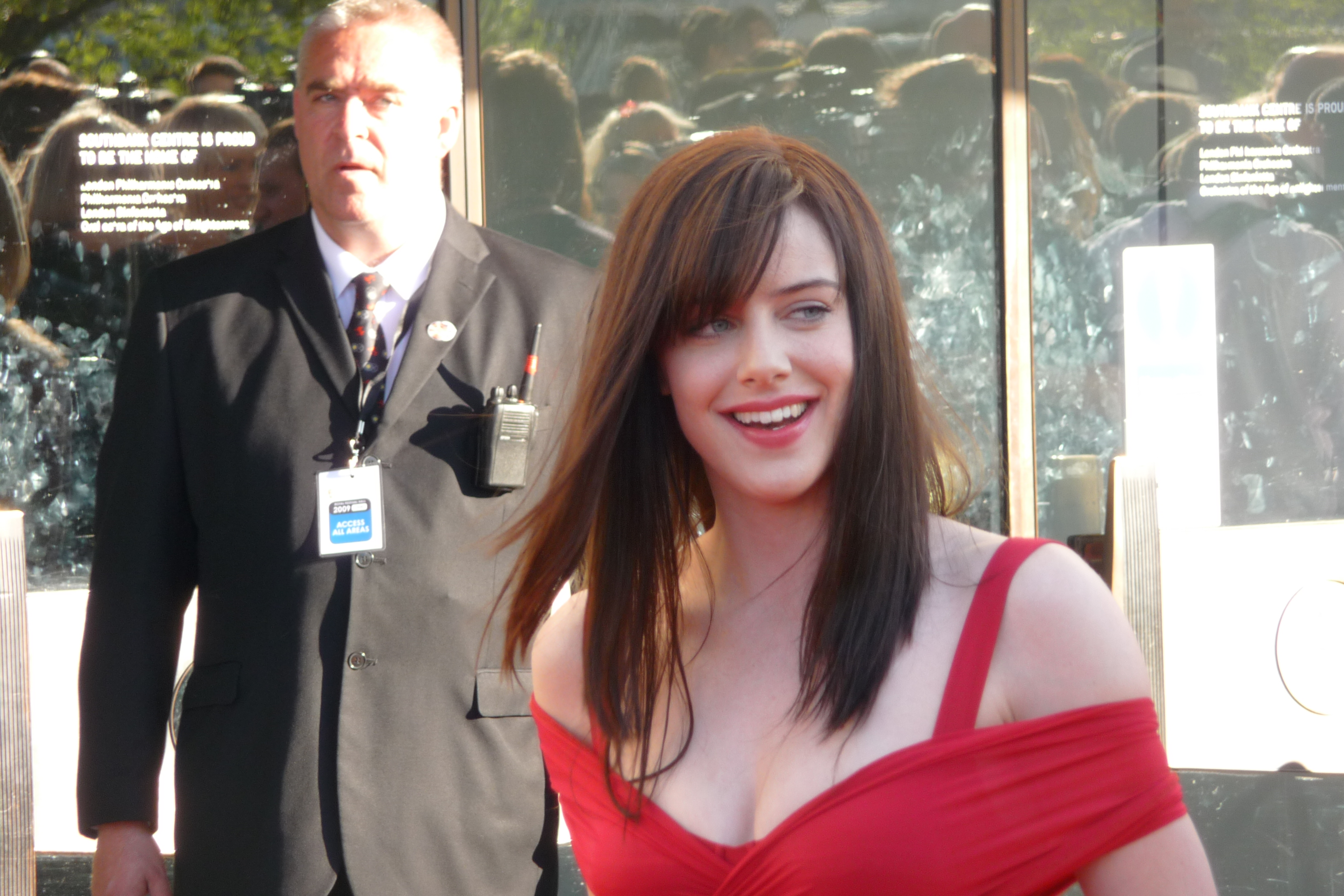
看護師キャサリンを演じたミシェル・ライアンは、実際に英国王立精神医学会(:en:Royal College of Psychiatrists)の指導を受けた上で演技を行った

2006年にMurphy's Lawの放送を控えていたジェームズ・ネスビットと彼のエージェントは、2005年後半ジェーン・トランターと会議を行った。会議の終盤、トランターは『ジキル』のスクリプトを渡し、もしこの役が気に入ったら教えてほしいと話した。ネスビットは、Murphy's Lawの仕事が済んでから答えを出したいと話した。
2005年12月12日にネスビットがジャックマン/ハイドを演じることが決まったと発表されたが、ドラマの収録が始まったのは2006年9月からで、その間ネスビットはその役を演じる楽しみを膨らませていた。
脚本家 スティーヴン・モファットは「二面性のある役（または一人二役）は熟練した俳優でないと難しく、よく知られた俳優を採用する必要がありそうなると製作費が大きくなる」と話した。
ハイドが人目を引かずに堂々と外を歩けるという設定になっているため、制作陣は大がかりなメーキャップではなく、ネスビットが演技に変化をつけることによって、2つのキャラクターの差別化を図った。
2006年8月、ザ・サンは、メロドラマ『イーストエンターズ』で w:Zoe Slater を演じてきたことで知られていたミシェル・ライアンが"ジーキル博士のセクシーな助手"であるキャサリン役を演じることを報道した。ライアンはこの役を演じるには若すぎると自分で考えていたが、脚本には彼女の容姿に関する描写もあった。役作りの為に、ライアンは 英国王立精神医学会に取材した。なおライアンは主人公の妻との差別化を図るべく、髪を赤く染めた。
また、ピーター・サイムを演じるデニス・ローソンも大学院生である息子にサイムの職業について取材した。
ジーナ・ベルマンは当初キャサリン役でオーディションを受けたが、キャサリン役と主人公の妻の年齢差がないとキャサリンがその人妻にとって脅威になってしまう危険性があるため、キャサリン役はもっと若い女優がふさわしいと説得され、主人公の妻クレア役のオーディションを受けた 。ベルマンに関して当初モファットは、彼が以前手掛けたシットコム『Coupling』でベルマンが演じたJane Christieの印象が強すぎたため役に合うかどうか不安に思っていた 。
彼はキャラクターは実際のベルマンほど美しいとは考えていなかったが、ベルマンがオーディションを受けた時彼はキャラクターに関する考えを変たった。 ベルマンはミドルエイジクライシスに陥った主人公トムに巻き込まれた妻を演じてみせプロデューサーをあっと言わせ、採用されるにいたった。
ミランダを演じたミーラ・サイアルは、ミランダがステレオタイプがかった探偵ではなく、彼女のユーモアが新鮮であると語っている。 第2回目の撮影時、重要な脇役であるロバート・ルイス・スティーヴンソンを演じるマーク・ゲイティスが一時撮影に加わった 。
このほかにもベンジャミン・レノックスをパターソン・ジョセフが演じ、ミス・アタスンを リンダ・マーロウが演じた。

### 制作

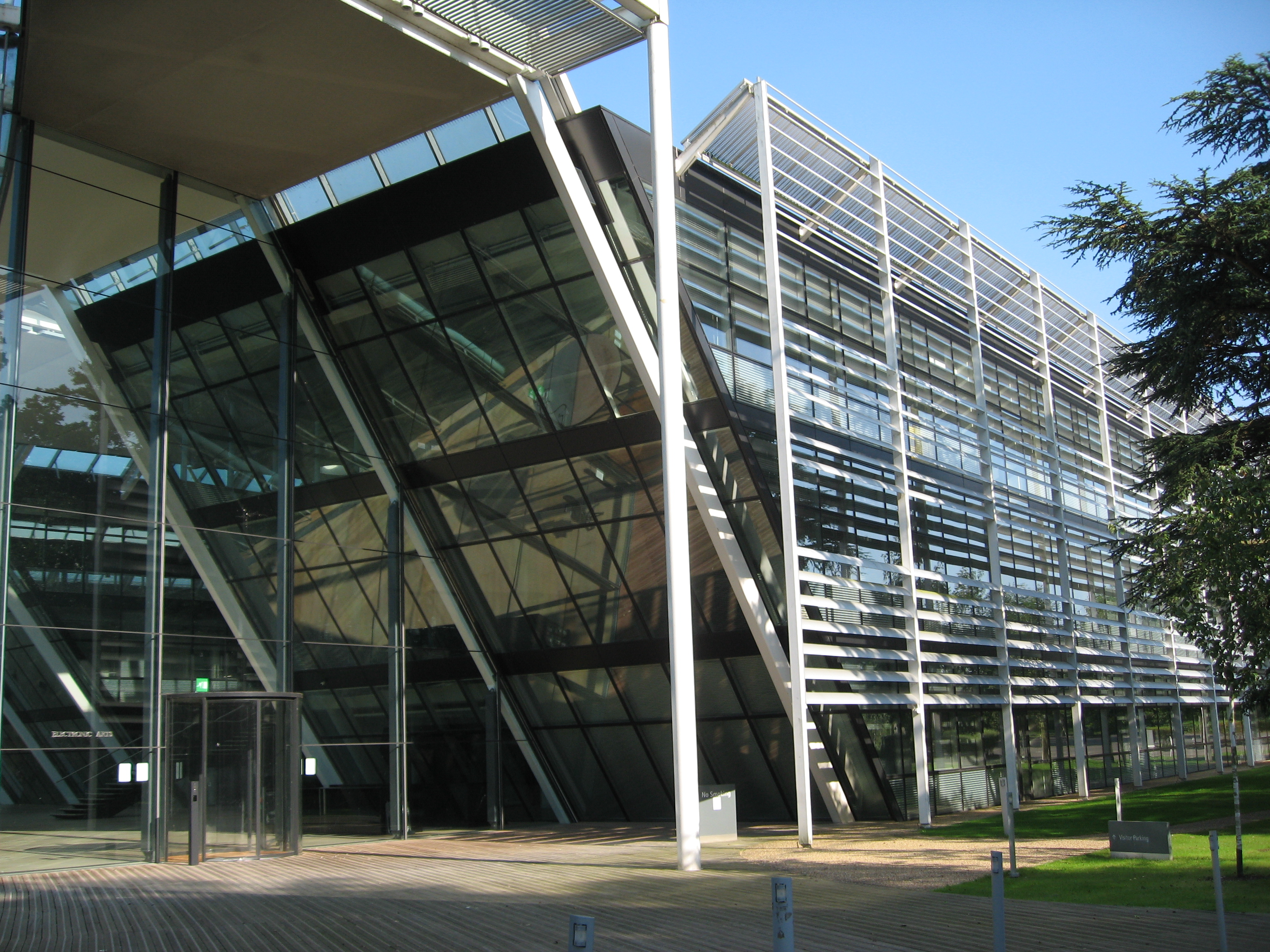
物語で大きな役割を果たすクレイン&アタソン社の社屋には、サリー州チャートシーにある、エレクトロニック・アーツのヨーロッパ本部の社屋が使われた

その番組は3話ずつ2部に分けて撮影が行われた。前半の3話はダグラス・マッキノンが担当し、後半の3話を Matt Lipseyが担当した。毎日ネスビットにハイドのメーキャップを施すのに1時間かかった。メーキャップの手順は、まずヘアピースで前髪の生え際を下げ、次に顎・鼻・耳たぶに装具をつけると言うものだったが、それに加えてネスビットはハイドに虚ろな感じを与えるため、黒いコンタクトレンズを装着した。
何度も話し合った結果、プロデューサーたちは、ハイドがいきなり現れる様子を、黒い目の瞬きで表現することに決めた。
目のイメージについての描写は撮影で指示あったが、台本上では特に描写はなかった。
2006年9月から撮影が開始された。この時撮影されたのは第2話より、ベンジャミンのチームが主人公トムの息子エディをライオンの檻におとりとして入れて彼を追い詰めハイドを目覚めさせてしまう場面だった 。プロダクション終盤でその場面を描いていたモファットは、ハイドの殺しの本能とライオンの本能を対比させたかったと考えていた。なお、その場面を撮影した場所はチッピング・ノートン(Chipping Norton)にある、ヒースロップ動物園と言う個人が所有する動物園で、運営者のジム・クラブはアメイジング・アニマルズという、テレビや映画に出演させるために動物を訓練する会社の経営者でもある。番組内で重要な役割を果たすクレイン&アタスン社は、サリー州チャートシャーにある、ノーマン・フォスターがデザインした建物が用いられた。この建物は撮影当時エレクトロニック・アーツがヨーロッパ本社として使っていた。ヘンリー・オン・テムズ(Henley-on-Thames)郊外やボグノア・レギス(Bognor Regis)郊外の広大な田舎町は、逃走の場面や回想の場面で用いられた。グロスターシャーにある廃校になった男子校や、ソーホーのウォーダーストリートにある ハマー・ハウスが第6話の撮影に使われた。2006年12月20日に撮影が終了した。
スケジュールは複雑な製作にとってはきついものだった。制作陣はそれぞれのエピソードを撮影するのに12日もかかり、 監督のマッキノンはプロジェクトにとって大きな障害だったと振り返った。ドラマに必要な分は大体収録したが、第6話の撮影分が20分ほど長かった。 Matt Lipseyは制作陣がその20分をカットしようかどうか大いに悩んだこととのちに振り返っている。Lipseyは脚本家のモファットが編集の段階で完璧だと思わなかったことを評価し、余分な部分をカットしたいという気持ちは、残すべきかどうかの議論になった際、 彼が真剣に考えた上で答えを出すことになったのだろうと考えたと振り返った。
番組内の音楽はデビー・ワイズマン(w:Debbie Wiseman)が作曲し、うち18曲はオーケストラである。また、一部楽曲には、 女性の声が重要な存在となることをほのめかすために、ヘイリー・ウェステンラのボーカルが用いられた。

## あらすじ
このシリーズは、ジェームズ・ネスビット 演じるジキルの子孫トム・ジャックマンが主人公である。現代を生きる彼は、邪悪な存在に変身しがちになり、現代のテクノロジーを用いてもう一人の自分を監視し、平和的な共存関係を築いていたが、自分たちが100年前にあった秘密組織の重要人物だと知った時に関係が変わってしまう。

## 登場人物

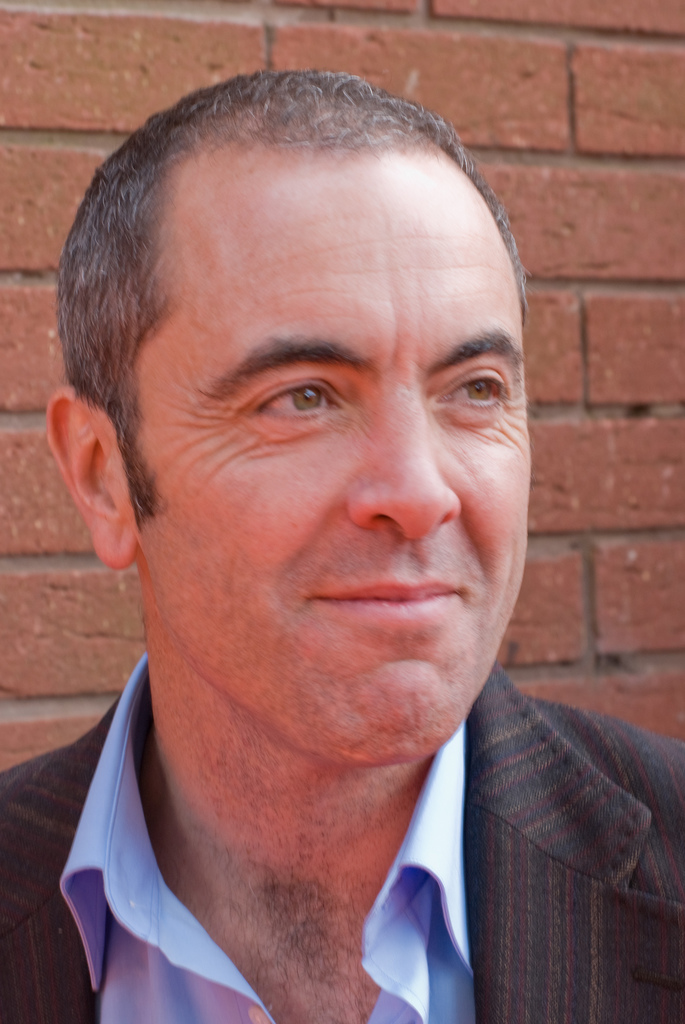
主演のジェームズ・ネスビットは、第65回ゴールデングローブ賞主演男優賞（ミニシリーズ/テレビ映画）にノミネートされた

トム・ジャックマン/ハイド(Dr. Tom Jackman / Mr. Hyde)
演：ジェームズ・ネスビット
この作品の主人公。
クレア・ジャックマン(Claire Jackman)
演：ジーナ・ベルマン
トムの妻。
エディとハリー
演：
トムとクラリーの子どもたちである双子のきょうだい。
ピーター・サイム(Peter Syme)
演：デニス・ローソン
キャサリン・ライマー(Katherine Reimer)
演：ミシェル・ライアン
ジャックマンに関係のある看護師。
ミランダ・カレンダー(Miranda Calender)
演：ミーラ・サイアル
ベンジャミン・レノックス(Benjamin Lennox)
演：パターソン・ジョゼフ
ミス・アタスン(Ms Utterson)
演：リンダ・マーロウ
Klein & Uttersonのオーナーであるアメリカ人。後に彼女がジャックマン医師の母ソフィアのもう一人の人格であることが判明する。
ロバート・ルイス・スティーヴンソン(Robert Louis Stevenson)
演：マーク・ゲイティス
第5話にて登場

## エピソード一覧
1. 覚醒
2. 暴走
3. 監禁
4. 発端
5. 脱出
6. 終結

## 評価
タイムズのジェームズ・ジャクソンは、第1話に5つ星中4つ星という評価をつけ、ジェームズ・ネスビットの演技を「ドクター・フーの敵よりも、面白いまでに度を越えており、恐怖感をも感じさせる」と評し、伏線の張り巡らされたプロットは、ほかの翻案作とは違ったストーリーラインを作り上げたと称賛した。
デイリー・テレグラフのスティーブン・パイルはこの番組のストーリーを、「ハマー・ホラーなのかひょうきんなユーモアなのかはっきりしにくく、下品な笑いにも転じかねない。」と評し、 ハイドの重力を無視したいたずらや、ミシェル・ライアンをモデルと間違えた場面についても批判したが、同じくデイリー・テレグラフのジェームス・ウォルトンは第1話を綿密なタッチで描かれたよい作品と評した。
DVDTalkのデビッド・コーネリアスは、「全6話300分、どれとして無駄はなく、今年放送されたテレビ番組の中で最も面白かった」と簡潔に述べた上で、この番組を褒めちぎった。
オーストラリア放送協会は、2008年のラインアップ上にあるこの番組を、「現代風にアレンジされたこの怪奇古典番組は、あなたをぞっとさせつつも、もっと見たいと興味をそそらせるでしょう。そして、ジェームズ・ネスビットはあらたなる『ジーキル博士とハイド氏』として目立つでしょう」と紹介した 。
そして、ジェームズ・ネスビットはゴールデングローブ賞 主演男優賞（ミニシリーズ/テレビ映画）にノミネートされ、パターソン・ジョゼフも2008年度のスクリーン・アワードにノミネートされた。